# Кісіндія (комуна)
Кісіндія (рум. Chisindia) — комуна у повіті Арад в Румунії. До складу комуни входять такі села (дані про населення за 2002 рік):
- Весоая (90 осіб)
- Кісіндія (1002 особи) — адміністративний центр комуни
- Пеюшень (488 осіб)

Комуна розташована на відстані 374 км на північний захід від Бухареста, 61 км на схід від Арада, 126 км на південний захід від Клуж-Напоки, 89 км на північний схід від Тімішоари.

## Населення
За даними перепису населення 2002 року у комуні проживали 1580 осіб.
Національний склад населення комуни:
| Національність | Кількість осіб | Відсоток |
| -------------- | -------------- | -------- |
| румуни         | 1552           | 98,2%    |
| цигани         | 24             | 1,5%     |
| угорці         | 3              | 0,2%     |
| німці          | 1              | 0,1%     |

Рідною мовою назвали:
| Мова      | Кількість осіб | Відсоток |
| --------- | -------------- | -------- |
| румунська | 1554           | 98,4%    |
| циганська | 23             | 1,5%     |
| угорська  | 2              | 0,1%     |
| німецька  | 1              | 0,1%     |

Склад населення комуни за віросповіданням:
| Релігія        | Кількість осіб | Відсоток |
| -------------- | -------------- | -------- |
| православні    | 1397           | 88,4%    |
| п'ятдесятники  | 104            | 6,6%     |
| баптисти       | 68             | 4,3%     |
| адвентисти     | 5              | 0,3%     |
| римо-католики  | 3              | 0,2%     |
| греко-католики | 2              | 0,1%     |
| реформати      | 1              | 0,1%     |